# 부안군
부안군(扶安郡)은 대한민국 전북특별자치도 서부 변산반도에 있는 군이다. 군청 소재지는 부안읍이고, 행정구역은 1읍 12면이다. 천연기념물 부안종개의 서식지 백천이 존재하며 변산면 일대가 변산반도 국립공원으로 지정되어 있다.

## 역사
| Daedongyeojido (Gyujanggak) 17-05.jpg |  |
|                                       |  |

- 삼한 시대 : 마한(馬韓) 54개국 중 지반국(支半國)
- 백제 시대 : 개화현(皆火縣), 흔량매현(欣良買縣)
- 757년(신라 경덕왕 16년) : 개화현을 부령현(扶寧縣), 흔량매현을 희안현(喜安縣)으로 개칭하고, 고부(古阜)의 속현이 되었다.
- 고려 시대 : 희안현을 보안현(保安縣)이라 하였으며, 별호(別號)를 낭주(浪州)라 하였다.
- 고려 말 : 부령현과 보안현에 각각 감무(監務)를 두었다.
- 1416년(조선 태종 16년) 10월: 부령현과 보안현을 부안현(扶安縣)이란 이름으로 합쳤다.
- 1417년 : 흥덕진(興德鎭)을 폐하여 부안에 귀속시켜 부안진(扶安鎭)이라 하였다.
- 1895년 6월 23일(음력 윤5월 1일) : 전주부 부안군으로 개편하고, 위도면이 지도군에 편입되었다.[3]
- 1896년 8월 4일 : 전라북도 부안군으로 개편하였다.[4]
- 1914년 4월 1일 : 고부군(古阜郡) 백산면, 거마면, 덕림면을 편입하였다.[5] (10면)

| 조선총독부령 제111호 |                                                |                     |
| 구 행정구역          | 구 행정구역                                    | 신 행정구역         |
| 부안군               | 동도면(東道面), 하동면(下東面)                 | 부령면(扶寧面) 일원 |
| 부안군               | 이도면(二道面), 일도면(一道面), 상동면(上東面) | 동진면 일원         |
| 부안군               | 서도면(西道面), 남상면(南上面)                 | 행안면 일원         |
| 부안군               | 남하면(南下面), 소산면(所山面)                 | 주산면 일원         |
| 부안군               | 입상면(立上面), 입하면(立下面)                 | 보안면 일원         |
| 부안군               | 좌산내면(左山內面), 우산내면(右山內面)         | 산내면(山內面) 일원 |
| 부안군               | 건선면(乾先面)                                 | 건선면 일원         |
| 부안군               | 상서면(上西面)                                 | 상서면 일원         |
| 부안군               | 하서면(下西面)                                 | 하서면 일원         |
| 고부군               | 백산면(白山面), 거마면(巨麻面), 덕림면(德林面) | 백산면 일원         |
| 조선총독부령 제111호 |             |                                                                        |             |
| 구 행정구역 | 신 행정구역 | 신 행정구역                                                            | 신 행정구역 |
| 부안군 동도면(東道面) 동중리/수후리/남상리/남중리/구영리/유구리/남정리 일부/용계동 일부/서외리 일부/서하리 일부, 서상리/서하리 일부/서외리 일부/봉덕리 일부/남정리 일부/(서도면)아제리 일부/역리 일부/교중리/교하리/(남상면)순제동 일부, 선은동/책상리/송학동/신덕동 일부/용계동 일부/남정리 일부/수봉리 일부/(상동면)운곡리 일부 | 부령면      | 동중리, 서외리, 선은리                                                 |             |
| 부안군 하동면(下東面) 송석리/내요상리 일부/내요하리 일부/석상리 일부/석하리 일부/석신리 일부/석천동 일부/구덕리 일부/부정리 일부/외요하리 일부/외요상리 일부/삼거리 일부/승암리 일부/산적리 일부/옹중리 일부/(고부군 덕림면)석천리 일부/하구리 일부/상구리, 수복리/화곶리/분사동/모산리 일부/수내리 일부/소내리 일부/수봉리 일부/외갈하리 일부/행중리 일부/행하리 일부/행신리 일부, 외갈상리/용성리/내갈리/송정리/수봉리 일부/외갈하리 일부/소제리 일부/(동도면)봉덕리 일부/서외리 일부/용계동 일부, 신운리 일부/구운리 일부/(동도면)신덕리 일부/(상동면)운곡리 일부/동신리 일부, 사등치/신흥리 일부/승암리 일부/삼거리 일부/석상리 일부/석천동 일부/내요상리 일부/(남하면)외호리 일부/내호리 일부/우중리 일부/(고부군 덕림면)석천리 일부/수월리 일부, 산정리/석동/도동리/석서리/정문리 일부/연곡리 일부/산직리 일부/신흥리 일부/모산리 일부/옹신리 일부, 옹월리/옹구리/옹상리/중거리/옹신리 일부/옹중리 일부/구덕리 일부/내요하리 일부/내요상리 일부/산직리 일부/정문리 일부/행하리 일부, 장동리/광덕리/부정리 일부/외요하리 일부/외요상리 일부/석신리 일부/내요하리 일부/(고부군 거마면)광상리 일부/(덕림면)구공리 일부/신광리 일부, 행상리 일부/행중리 일부/행하리 일부/행신리 일부/옹신리 일부/정문리 일부/모산리 일부/수내리 일부/연곡리 일부/(고부군 거마면)금추리 일부 | 부령면      | 내요리, 모산리, 봉덕리, 신운리, 신흥리, 연곡리, 옹중리, 외하리, 행중리 |             |
| 부안군 상동면(上東面) 신후리/내기리/금구동/중리/건지리/오봉리/신흥리/상리/복성리 일부/운곡리 일부/장기리 일부/익상리 일부/제내리 일부, 제내리 일부/익상리 일부/(일도면)봉황리 일부/지비리 일부/중방리 일부/증산리 일부/후산리 일부/청도리 일부/궁동리/(서도면)역리 일부/산정리 일부, 청운동/운후리/궁을리/장등리/궁월리/궁상리/원리/교동/봉덕리 일부/장기리 일부/복성리 일부/장후리 일부/동신리 일부/(이도면)신복리 일부/장신리 일부/(남하면)석천리 일부, 오죽리/하장리/반월리/묵정리 일부/동신리 일부/장후리 일부/봉덕리 일부/(남하면)석천리 일부/(하동면)구운리 일부/(고부군 거마면)덕신리 일부 | 동진면      | 내기리, 봉황리, 장등리, 하장리                                         |             |
| 부안군 일도면(一道面) 당상리/당중리/농주리/용화동 일부/당하리 일부/구지산 일부/당후리 일부/화동리 일부/장제리 일부/내동 일부/(서도면)덕화동 일부/월암리 일부/궁안리 일부/검암리 일부, 본덕리/후산리 일부/증동리 일부/저전리 일부/화룡리 일부/양산리 일부/장자동 일부/(이도면)산월리 일부, 양산리 일부/장자동 일부/저전리 일부/장제리 일부/(이도면)금산리 일부, 증선동/화룡리 일부/증산리 일부/청도리 일부/중방리 일부/내동 일부/장제리 일부/당후리 일부/양산리 일부/후산리 일부/지비리 일부/증동리 일부/(서도면)덕화리 일부, 창장리/화상리/금산리 일부/화동리 일부/장제리 일부/용화동 일부/양산리 일부 | 동진면      | 당상리, 본덕리, 양산리, 증산리, 창북리                                 |             |
| 부안군 이도면(二道面) 송상리/장신리 일부/신복리 일부/동전리 일부/(일도면)후산리 일부/봉황리 일부/(김제군 서포면)원기리 일부, 안성리/운산리/봉정리/산월리 일부/동전리 일부/(일도면)후산리 일부/화룡리 일부/(김제군 서포면)원기리 일부/(만경군 남이면)남포리 일부 | 동진면      | 동전리, 안성리                                                         |             |
| 부안군 서도면(西道面) 계화리, 궁안리 일부/월암리 일부/삼간리 일부/(일도면)구지산 일부/용화동 일부/화동리 일부, 마동리/월암리 일부/검암리 일부/삼간리 일부/역리 일부/사치리 일부/(일도면)당하리 일부, 종산리/송정리/덕화리 일부/산정리 일부/사치리 일부/역리 일부 | 행안면      | 계화리, 궁안리, 삼간리, 역리                                           |             |
| 부안군 남상면(南上面) 장교리/대초리 일부/월현리 일부/송호리 일부/송서리 일부/제내리 일부/진동리 일부/묵교리 일부/(남하면)구산리 일부, 신기리/월윤동 일부/묵교리 일부/순제동 일부/제내리 일부/신흥리 일부/대초리 일부/(서도면)삼간리 일부/(하서면)청계리 일부, 남산리/목하리 일부/진동리 일부/제내리 일부/순제동 일부/송호리 일부/대초리 일부/신흥리 일부/월윤동 일부/월현리 일부/(서도면)아제리 일부/(남하면)구산리 일부 | 행안면      | 대초리, 신기리, 진동리                                                 |             |
| 부안군 남하면(南下面) 중계리/화동리/외돈리/도리산/허성리/돈계리 일부/도성리 일부/사산리 일부, 유동리/장내리/신동리/백석리/신기리/석천리/내호리 일부/외호리 일부/우중리 일부/도성리 일부/구산리 일부/(남상면)송서리 일부 | 주산면      | 돈계리, 백석리                                                         |             |
| 부안군 소산면(所山面) 갈촌리/교항리/신성리/대주리/화정리 일부/소주리 일부/소산리 일부/연제리 일부/연봉리 일부/은정리 일부/신정리 일부, 천년기/신옹점/부공리/수월리 일부/학동 일부/사정리 일부/공장리 일부/덕림리 일부/(하동면)구덕리 일부/(동도면)석하리 일부/(고부군 덕림면)구공리 일부/구야리 일부/하구리 일부/율포리 일부/표정리 일부/인천리 일부/대흥리 일부/매산리/사구리, 동정리/부서리/구옹점/화봉리 일부/신율리 일부/부정리 일부/(입상면)부곡리 일부/(고부군 덕림면)율포리 일부/(고부군 동부면)월현리 일부, 송정리/사기점/연제리 일부/연봉리 일부/화정리 일부/제내리 일부/(상서면)유정리 일부/(남하면)돈계리 일부/구산리 일부/청계리 일부/사산리 일부, 부정리 일부/소산리 일부/제내리 일부/연제리 일부/(입상면)묵정리 일부, 와상리/와하리/용신리/송하리/은정리 일부/소주리 일부/신율리 일부/수월리 일부/학동 일부/덕림리 일부/신정리 일부/(고부군 덕림면)율포리 일부/구야리 일부/(고부군 동부면)월현리 일부 | 주산면      | 갈촌리, 덕림리, 동정리, 사산리, 소산리, 소주리                         |             |
| 부안군 입상면(立上面) 우산리/성산리/부곡리 일부/성동리 일부/영수동 일부/진수동 일부/하석리 일부/상석교 일부/소성산 일부/월천리 일부/묵방리 일부/(소산면)화봉리 일부, 교상리/소성산 일부/상석교 일부/상림리 일부/하림리 일부/성동리 일부/석동리 일부/반평리 일부/(입하면)하석리 일부/(건선면)대중리 일부, 덕흥리/덕산리/덕성리 일부/판곡리 일부/(입하면)상입석 일부/하입석 일부/사창리 일부, 유점동/복지동/당산리/월천리 일부/군자동 일부/수항리 일부/송곡리 일부/판곡리 일부/묵방리 일부, 연동리/수랑리/송곡리 일부/석동리 일부/반평리 일부/수항리 일부/군자동 일부/하림리 일부/판곡리 일부/덕성리 일부/(입하면)상입석 일부/하입석 일부/제내리 일부/(건선면)대중리 일부/대동리 일부 | 보안면      | 부곡리, 상림리, 상입석리, 월천리, 하입석리                             |             |
| 부안군 입하면(立下面) 용사동/만석동/회룡리/원천동/고현리/남포리/사창리 일부/상입석 일부/외유포 일부/고수동 일부/장기리 일부, 장춘동/고잔리/유천리/내유천/외유포 일부/호암리 일부/고수동 일부/장기리 일부, 신복리/실음리/종곡리/신활리 일부/만화동 일부/호암리 일부, 영전리/신월리/신창리/냉정리/제내리 일부/고수동 일부/외유포 일부, 우동리/우서리/우감리/우신리/신활리 일부/만화동 일부 | 보안면      | 남포리, 유천리, 신복리, 영전리, 우동리                                 |             |
| 부안군 좌산내면(左山內面) 용동리/원암리/석포리/입암리/견선리 일부, 대운호/소운호/왕포리/작당리/중마동/마동리/견선리 일부, 연동리/진동리/진서리/웅연리/신작리/구작리 | 산내면      | 석포리, 운호리, 진서리                                                 |             |
| 부안군 우산내면(右山內面) 궁항리/반월리/격포리 일부/종암리 일부, 대항리/합구미/묵정동/서두리/자미동, 수락동/언포리/통포리/도청리/격포리 일부/(좌산내면)모호리, 소격포/유유동/종암리 일부/마포리 일부, 고사포/중산리/모장동/사망암/운산리/마포리 일부, 중계리/(하서면)신적리/군기동/조령리/불무리, 지서리/지동리 | 산내면      | 격포리, 대항리, 도청리, 마포리, 운산리, 중계리, 지서리                 |             |
| 부안군 건선면(乾先面) 목상리/목중리 일부/목하리 일부/난산리 일부/남면리 일부/월산리 일부/신성리 일부/(고부군 서부면)마항리 일부, 대동리 일부/대중리 일부/율지리 일부/사거리 일부/대련동 일부/연정리 일부/용호동 일부/월평리 일부/파산리 일부/(입상면)반평리 일부/상림리 일부/하림리 일부/하석리 일부/(고부군 서부면)신흥리 일부, 덕성리/주분리/신리/오정리/화전동 일부/신정리 일부/신흥리 일부/동령리 일부/목중리 일부/난산리 일부/월산리 일부/남면리 일부/원동리 일부/(고창군 북일면)오정리 일부, 우동리/우중리/해사리/선양리/감역리/옹암리 일부/동령리 일부/원동리 일부, 대련동 일부/연정리 일부/원동리 일부/장동리 일부/신기리 일부/사거리 일부/강동리 일부/강서리 일부/화전동 일부, 은행정/강동리 일부/강서리 일부/사거리 일부/신기리 일부/장동리 일부/동령리 일부/옹암리 일부/원동리 일부, 관동리/계룡리/파산리 일부/월평리 일부/용호리 일부/신성리 일부/목하리 일부/율지리 일부 | 건선면      | 난산리, 대동리, 신리, 우포리, 장동리, 줄포리, 파산리                   |             |
| 부안군 상서면(上西面) 도산리/저기리/우덕동/내동/원촌리/외동리/가오리 일부/장전리 일부/지석리 일부, 봉은동/개암동/묘암리/회시동/감교리/청등리/유정리 일부/장전리 일부/(남하면)청계리 일부/사산리 일부/구산리 일부, 주산리/고잔리 일부/용동리 일부/지석리 일부, 지석리 일부/용동리 일부/용서리 일부/가오리 일부/고잔리 일부/장서리 일부, 보산동/양지리 일부/장동리 일부/장서리 일부/승평리 일부/통정리 일부/봉암리 일부/용서리 일부/용동리 일부, 창수동/유동리/노적리/학석리/서운암/(하서면)남성동 일부/남수동 일부/청림리 일부, 신성리/성암리/도화동/수련동/풍랑동/봉암리 일부/통정리 일부/양지리 일부/승평리 일부 | 상서면      | 가오리, 감교리, 고잔리, 용서리, 장동리, 청림리, 통정리                 |             |
| 부안군 하서면(下西面) 월포리/백련동/문주동/비득치/대광리/소광리/노계동 일부/금광동 일부, 청일리/석상리/신평리/반암리/천동/용와동/마전리 일부/지산리 일부/신기리 일부/등용리 일부, 청서리/두남리/대포리/원독리/신지리/청계리 일부/신기리 일부/(상서면)통정리 일부/승평리 일부/장동리 일부, 돈지리/의복동, 복룡리/농소리/장신포/반월리/장원리/수조리/송림리/등용리 일부/노계동 일부/금광동 일부/마전리 일부, 초교리/원중리/청호리/계곡리/삼현동/석곶리/노곡리/지산리 일부/마전리 일부 | 하서면      | 백련리, 석상리, 언독리, 의복리, 장신리, 청호리                         |             |
| 고부군 백산면(白山面) 금판리/신성리/신복리/고잔리/고신리/금호리/팔왕리 일부/신금리 일부/감상리 일부/(덕림면)석천리 일부/신포리 일부/(김제군 홍산면)흑곶리 일부/상포리 일부, 신화리/용계리/회포리/산내리/감상리 일부/석동리 일부/봉선리 일부/용출리 일부/백선리 일부/백산리 일부/팔왕리 일부/신금리 일부/(김제군 부량면)신정리 일부/구정리 일부/사정리 일부/(태인군 용산면)정길리, 내촌리/봉서리/곡신리/원천리/(거마면)월평리 일부/(태인군 용산면)고잔리 일부 | 백산면      | 금판리, 용계리, 원천리                                                 |             |
| 고부군 거마면(巨麻面) 거룡리 일부/산전리 일부/남평리 일부/하청리 일부/(백산면)용출리 일부, 송월리/석교리/월평리 일부/남평리 일부/대수리 일부/소수리 일부/월상리 일부/수성리 일부/거룡리 일부/산전리 일부/하청리 일부/(궁동면)석지리 일부/월산리 일부, 국성리/대죽리/응봉리 일부/쌍교리 일부/사거리 일부/(궁동면)청량리 일부/장재리 일부, 덕신리 일부/대산리 일부/임방리 일부/평교리 일부/(백산면)백산리 일부/(부안군 상동면)묵정리 일부, 신기리/광북리/신평리/광상리 일부/(덕림면)구야리 일부, 계동리/반월리/대산리 일부/임방리 일부/오곡리 일부/초장리 일부/거룡리 일부/(백산면)용출리 일부/백선리 일부/봉선리 일부/석동리 일부/백산리 일부, 외거리/제내리/죽림리/평교리 일부/금추리 일부/봉동리 일부/초장리 일부/임방리 일부/응봉리 일부, 괴정리/하청리 일부/수성리 일부/사거리 일부/봉동리 일부/오곡리 일부/거룡리 일부/대수리 일부 | 백산면      | 거룡리, 대수리, 대죽리, 덕신리, 신평리, 오곡리, 평교리, 하청리         |             |
| 고부군 덕림면(德林面) 죽림리/신야리/신광리 일부/구공리 일부/대흥리 일부/하구리 일부/구야리 일부/(북부면)앵성리 일부/(부안군 하동면)석하리 일부/(부안군 소산면)사정리 일부/공장리 일부 | 백산면      | 죽림리                                                                 |             |
- 1931년 7월 1일 : 건선면을 줄포면으로 개칭하였다.[6]
- 1943년 10월 1일 : 부령면이 부안읍으로 승격하였다.[7] (1읍 9면)
- 1963년 1월 1일 : 위도면이 전라남도 영광군으로부터 환원되었다. (1읍 10면)
- 1963년 7월 29일 : 산내면에 진서출장소가 설치되었다.[8]
- 1976년 9월 28일 : 행안면에 계화출장소가 설치되었다.[9]
- 1978년 : 계화도(界火島) 간척공사가 준공되어 39.68 km2의 면적이 늘어 났다.
- 1983년 2월 15일 : 행안면 계화출장소가 계화면으로, 산내면 진서출장소가 진서면으로 승격하였다. 동시에, 행안면사무소 본청 관할이던 궁안리와, 동진면 창북리·양산리, 하서면 의복리가 계화면으로 편입되었다.(1읍 12면)
- 1987년 1월 1일 : 산내면을 변산면으로 개칭하였다.
- 2009년 1월 1일 : 진서면 진서리에서 곰소리를 분리하였다.[10]
- 2015년 11월 13일 : 새만금 1호 방조제의 행정구역이 부안군으로 결정 공고 되었다.[11]
- 2016년 6월 : 새만금 1호 방조제 890,731.3m2(28필지)를 부안군 변산면 대항리에 편입하였다.[12][13]
- 2024년 1월 18일: 전라북도가 폐지되고 전북특별자치도가 설치되어 전북특별자치도 부안군이 되었다.

## 행정 구역

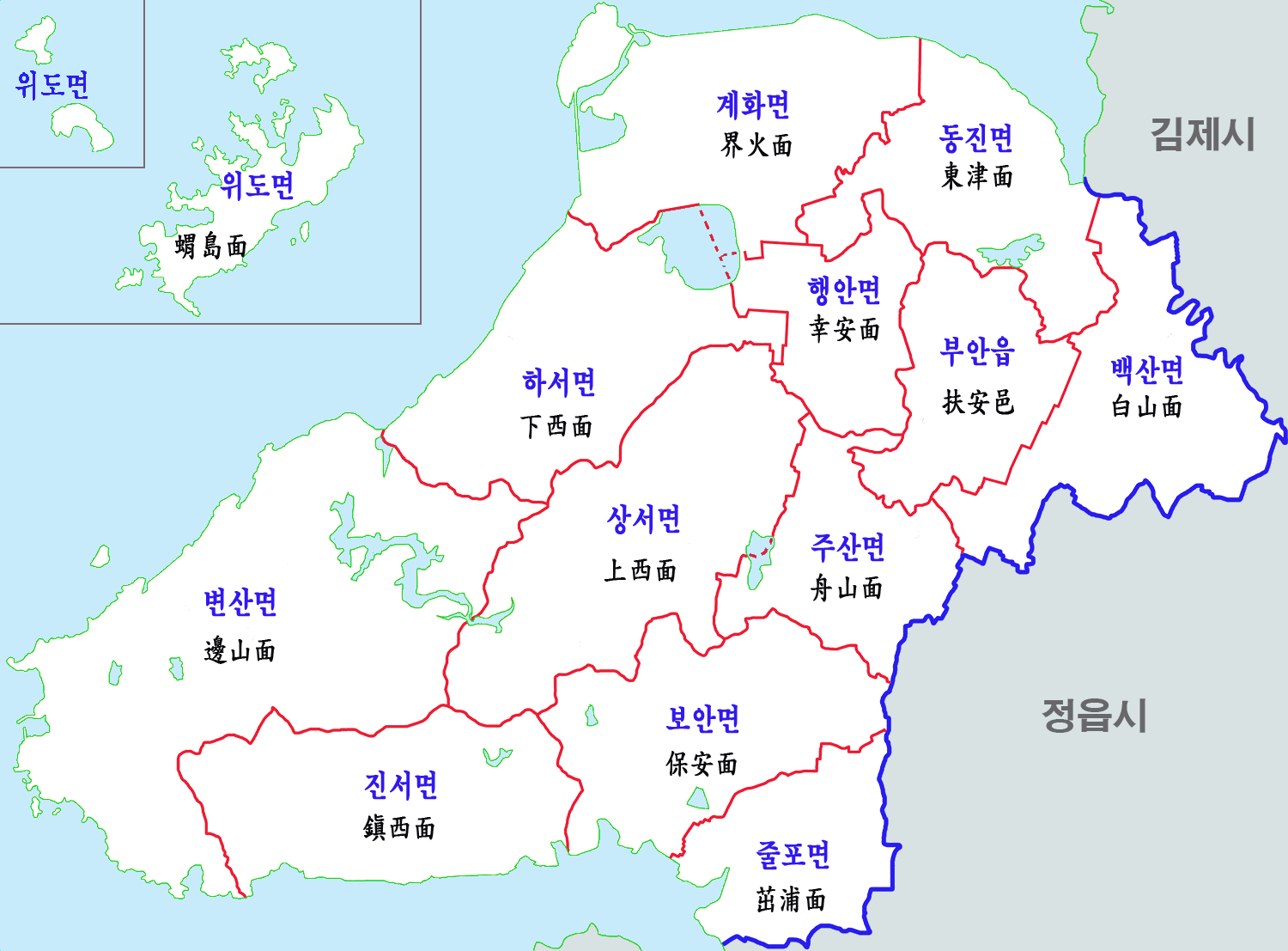
부안군의 행정 구역

부안군의 행정 구역은 1읍 12면으로 구성되어 있다. 부안군의 면적은 493.35 km2이고, 인구는 2024년 12월 말 주민등록 기준으로 4만8066 명, 2만7434 가구이다. 군의 전체 주민 중 41%가 부안읍에 거주한다.
| 읍면동 | 한자   | 면적 (km2) | 인구   | 세대   |
| ------ | ------ | ---------- | ------ | ------ |
| 부안읍 | 扶安邑 | 24.79      | 20,138 | 9,982  |
| 주산면 | 舟山面 | 24.73      | 1,725  | 1,100  |
| 동진면 | 東津面 | 39.35      | 2,521  | 1,568  |
| 행안면 | 幸安面 | 20.12      | 2,043  | 1,223  |
| 계화면 | 界火面 | 49.09      | 2,937  | 1,812  |
| 보안면 | 保安面 | 41.45      | 2,219  | 1,439  |
| 변산면 | 邊山面 | 85.16      | 4,078  | 2,445  |
| 진서면 | 鎭西面 | 39.72      | 2,167  | 1,347  |
| 백산면 | 白山面 | 36.48      | 2,322  | 1,505  |
| 상서면 | 上西面 | 51.49      | 2,046  | 1,262  |
| 하서면 | 下西面 | 43.22      | 2,363  | 1,495  |
| 줄포면 | 茁浦面 | 23.16      | 2,416  | 1,493  |
| 위도면 | 蝟島面 | 14.28      | 1,091  | 763    |
| 부안군 | 扶安郡 | 493.04     | 48,066 | 27,434 |

## 군청
- 현재 부안군청은 전북특별자치도 부안군 부안읍에 위치하고 있다.

## 지리
부안군은 전북특별자치도의 중서부 변산반도에 위치하는 군이다.
서쪽이 황해에 접해 있으며, 동쪽은 정읍시와 북쪽은 동진강 하구를 경계로 김제시와 남쪽은 곰소만을 경계로 고창군과 인접한다. 서쪽 끝은 황해로 위도면에 속하는 위도, 식도, 정금도, 거륜도, 상왕등도, 하왕등도 등의 섬이 있다.

### 기후
| 부안기상관측소 (부안군 행안면 역리, 해발 12.2m)의 기후  | 부안기상관측소 (부안군 행안면 역리, 해발 12.2m)의 기후 | 부안기상관측소 (부안군 행안면 역리, 해발 12.2m)의 기후 | 부안기상관측소 (부안군 행안면 역리, 해발 12.2m)의 기후 | 부안기상관측소 (부안군 행안면 역리, 해발 12.2m)의 기후 | 부안기상관측소 (부안군 행안면 역리, 해발 12.2m)의 기후 | 부안기상관측소 (부안군 행안면 역리, 해발 12.2m)의 기후 | 부안기상관측소 (부안군 행안면 역리, 해발 12.2m)의 기후 | 부안기상관측소 (부안군 행안면 역리, 해발 12.2m)의 기후 | 부안기상관측소 (부안군 행안면 역리, 해발 12.2m)의 기후 | 부안기상관측소 (부안군 행안면 역리, 해발 12.2m)의 기후 | 부안기상관측소 (부안군 행안면 역리, 해발 12.2m)의 기후 | 부안기상관측소 (부안군 행안면 역리, 해발 12.2m)의 기후 | 부안기상관측소 (부안군 행안면 역리, 해발 12.2m)의 기후 |
| 월                                                      | 1월                                                    | 2월                                                    | 3월                                                    | 4월                                                    | 5월                                                    | 6월                                                    | 7월                                                    | 8월                                                    | 9월                                                    | 10월                                                   | 11월                                                   | 12월                                                   | 연간                                                   |
| ------------------------------------------------------- | ------------------------------------------------------ | ------------------------------------------------------ | ------------------------------------------------------ | ------------------------------------------------------ | ------------------------------------------------------ | ------------------------------------------------------ | ------------------------------------------------------ | ------------------------------------------------------ | ------------------------------------------------------ | ------------------------------------------------------ | ------------------------------------------------------ | ------------------------------------------------------ | ------------------------------------------------------ |
| 역대 최고 기온 °C (°F)                                  | 18.6 (65.5)                                            | 21.5 (70.7)                                            | 26.3 (79.3)                                            | 30.9 (87.6)                                            | 32.7 (90.9)                                            | 34.3 (93.7)                                            | 37.2 (99.0)                                            | 38.0 (100.4)                                           | 34.3 (93.7)                                            | 30.7 (87.3)                                            | 26.8 (80.2)                                            | 19.9 (67.8)                                            | 38.0 (100.4)                                           |
| 일평균 최고 기온 °C (°F)                                | 4.5 (40.1)                                             | 6.7 (44.1)                                             | 11.8 (53.2)                                            | 17.9 (64.2)                                            | 23.2 (73.8)                                            | 26.6 (79.9)                                            | 29.7 (85.5)                                            | 30.6 (87.1)                                            | 26.6 (79.9)                                            | 21.1 (70.0)                                            | 14.1 (57.4)                                            | 7.0 (44.6)                                             | 18.3 (64.9)                                            |
| 일일 평균 기온 °C (°F)                                  | −0.2 (31.6)                                            | 1.6 (34.9)                                             | 5.9 (42.6)                                             | 11.5 (52.7)                                            | 17.1 (62.8)                                            | 21.5 (70.7)                                            | 25.3 (77.5)                                            | 25.9 (78.6)                                            | 21.2 (70.2)                                            | 14.9 (58.8)                                            | 8.5 (47.3)                                             | 2.1 (35.8)                                             | 12.9 (55.2)                                            |
| 일평균 최저 기온 °C (°F)                                | −4.5 (23.9)                                            | −2.9 (26.8)                                            | 0.7 (33.3)                                             | 6.0 (42.8)                                             | 12.0 (53.6)                                            | 17.6 (63.7)                                            | 22.0 (71.6)                                            | 22.3 (72.1)                                            | 16.7 (62.1)                                            | 9.4 (48.9)                                             | 3.5 (38.3)                                             | −2.4 (27.7)                                            | 8.4 (47.1)                                             |
| 역대 최저 기온 °C (°F)                                  | −22.6 (−8.7)                                           | −18.7 (−1.7)                                           | −10.2 (13.6)                                           | −3.6 (25.5)                                            | 2.5 (36.5)                                             | 7.7 (45.9)                                             | 13.8 (56.8)                                            | 12.5 (54.5)                                            | 4.9 (40.8)                                             | −2.2 (28.0)                                            | −9.8 (14.4)                                            | −20.2 (−4.4)                                           | −22.6 (−8.7)                                           |
| 평균 강수량 mm (인치)                                   | 31.7 (1.25)                                            | 36.4 (1.43)                                            | 47.3 (1.86)                                            | 80.0 (3.15)                                            | 84.9 (3.34)                                            | 131.8 (5.19)                                           | 275.5 (10.85)                                          | 260.3 (10.25)                                          | 139.4 (5.49)                                           | 56.0 (2.20)                                            | 52.3 (2.06)                                            | 42.4 (1.67)                                            | 1,238 (48.74)                                          |
| 평균 강수일수 (≥ 0.1 mm)                                | 9.9                                                    | 7.1                                                    | 7.7                                                    | 8.0                                                    | 7.9                                                    | 8.8                                                    | 14.0                                                   | 12.7                                                   | 8.3                                                    | 6.5                                                    | 8.5                                                    | 10.7                                                   | 110.1                                                  |
| 평균 상대 습도 (%)                                      | 74.3                                                   | 70.9                                                   | 68.9                                                   | 67.9                                                   | 70.4                                                   | 75.8                                                   | 80.4                                                   | 79.0                                                   | 76.8                                                   | 73.0                                                   | 71.9                                                   | 74.2                                                   | 73.6                                                   |
| 평균 월간 일조시간                                      | 150.2                                                  | 167.5                                                  | 210.5                                                  | 225.9                                                  | 241.0                                                  | 198.4                                                  | 172.1                                                  | 200.2                                                  | 196.3                                                  | 202.7                                                  | 156.5                                                  | 138.3                                                  | 2,259.6                                                |
| 출처: 기상청 (평년값: 1991년~2020년, 극값: 1969년~현재) |                                                        |                                                        |                                                        |                                                        |                                                        |                                                        |                                                        |                                                        |                                                        |                                                        |                                                        |                                                        |                                                        |

## 문화·관광

### 주요 축제
- 부안마실축제
- 곰소젓갈축제
- 개암동벗꽃축제
- 부안노을아트페스티벌

### 관광지

##### 변산반도 국립공원
- 부안 채석강·적벽강 일원
- 국립변산자연휴양림
- 개암사: 백제 말 통일신라 초기에 창건되었다고 전하는 절이며, 현재는 1636년(인조14년)에 중건(重建)된 대웅전을 중심으로 응진전, 영각, 응향각, 요사 등으로 이루어져 있다. 대표적인 보물로는 개암사영산회괘불탱화(보물 제 1269호)가 있다. 길이 14m, 폭 9m의 이 괘불은 석가를 중심으로 좌우에 문수·보현보살이 서 있고 뒷쪽에는 다보여래, 아미타여래, 관음보살, 세지보살이 있으며, 앉아 있는 2구의 작은 불상도 보인다. 조선 영조 25년(1749) 승려화가 의겸이 참여한 그림으로 화면을 꽉 채운 구도와 경직된 형태, 강렬한 색채 등으로 18세기 중엽의 양식적 특징을 보여주는 작품이다.

- 내소사: 현존하는 당우 및 중요문화재로는 대웅보전(보물 제291호)을 비롯하여 고려동종(보물 제277호), 법화경절본사경(보물 제278호), 괘불(보물 제1268호) 등과 요사채(전북특별자치도 유형문화재 제125호), 설선당(說禪堂)·보종각(寶鐘閣)·봉래루(蓬萊樓), 내소사삼층석탑(전북특별자치도 유형문화재 제124호) 등이 있다.

#### 위도 (부안군)
- 전북특별자치도에서 가장 큰 면적의 섬으로, 변산반도 격포항에서 서쪽으로 14km 거리에 위치해 있다.

##### 새만금
- 새만금방조제

- 새만금환경생태단지
- 새만금홍보관
- 국립새만금간척박물관

##### 전시관, 박물관, 체험관
- 부안청자박물관
- 부안누에타운

- 부안댐물문화관
- 부안역사문화관
- 석정문학관
- 휘목미술관
- 신재생에너지테마파크
- 부안영상테마파크

###### 공원
- 줄포만갯벌생태공원
- 부안해뜰마루
- 매창공원

###### 청소년수련시설
- 부안청림천문대
- 부안청소년수련원
- 전북특별자치도교육청 학생해양수련원

###### 해수욕장
- 고사포해수욕장
- 변산해수욕장
- 격포해수욕장
- 상록해수욕장
- 모항해수욕장

## 관내 어항
- 국가어항 : 격포항, 위도항
- 지방어항 : 상왕등도항, 궁항항, 식도항, 송포항, 성천항
- 어촌정주어항 : 도청항, 모항항, 왕포항, 대리항, 벌금항

## 친선 교류

### 친선결연
- 대한민국 경기도 안산시
- 대한민국 경기도 고양시
- 대한민국 경기도 광명시
- 대한민국 부산광역시 수영구
- 대한민국 부산광역시 중구
- 대한민국 경상북도 포항시
- 대한민국 충청북도 충주시
- 대한민국 인천광역시 계양구
- 중국 후베이성 징저우시 훙후시

### 우호결연
- 대한민국 서울특별시
- 대한민국 서울특별시 도봉구
- 대한민국 서울특별시 동대문구
- 중국 산시성 안캉시

## 같이 보기
- 대한민국의 지리